# Coupe CERS 2014-2015
Navigation
Édition précédente Édition suivante
La Coupe CERS 2014-2015 est la 35e édition d'une compétition de rink hockey organisée par le CERH, le Comité Européen de Rink-Hockey. Il s'agit de la seconde plus importante compétition européenne de rink hockey, derrière la ligue européenne. Elle regroupe les meilleurs clubs européens qui n'ont pas pu participer à cette autre compétition. Le club portugais Sporting CP remporte à Igualada le deuxième titre de son histoire, devant le Reus Deportiu espagnol, gagnant le droit de participer à la Coupe continentale.

## Participants
Chaque fédération nationale affiliée au CERS peut inscrire au maximum 5 clubs dans la compétition. Cependant, le club champion national ne peut participer à la Coupe CERS, car il doit s'engager dans la Ligue Européenne.

## Déroulement
La phase éliminatoire se joue en élimination directe, sous forme de matchs aller et retour. Les demi-finales et la finale se jouent cependant sur un seul match et en terrain neutre, au cours d'un Final Four, qui se déroule cette année à Igualada, en Espagne.

## Phase éliminatoire

### Seizième de finale
32 équipes (5 allemandes, 5 portugaises, 5 espagnoles, 5 suisses, 4 françaises, 4 italiennes, 3 autrichiennes et 1 anglaise) participent aux seizièmes de finale qui se déroulent en match aller-retour, le 18 octobre et le 1er novembre 2014.
| Équipe 1         | Score | Équipe 2          | Aller | Retour |
| ---------------- | ----- | ----------------- | ----- | ------ |
| IGR Remscheid    | 14-5  | Herne Bay United  | 11-4  | 3-2    |
| Candelaria SC    | 13-3  | SCB Calenberg     | 11-3  | 2-0    |
| H Sarzana        | 6-10  | SCRA Saint-Omer   | 3-4   | 3-6    |
| RSC Darmstadt    | 2-6   | RHC Basel         | 1-4   | 1-2    |
| Reus Deportiu    | 30-3  | RHC Villach       | 17-1  | 13-2   |
| RHC Lyon         | 9-6   | RC Biasca         | 5-1   | 4-5    |
| RHC Dornbirn     | 1-8   | CGC Viareggio     | 0-4   | 1-4    |
| UD Oliveirense   | 11-5  | CP Cerceda        | 6-3   | 5-2    |
| RHC Wolfurt      | 4-11  | RHC Diessbach     | 1-2   | 3-9    |
| RSC Uttigen      | 7-9   | RSC Cronenberg    | 5-2   | 2-7    |
| CP Calafell      | 3-6   | Sporting CP       | 2-3   | 1-3    |
| Igualada HC      | 9-4   | HC Turquel        | 6-0   | 3-4    |
| Follonica Hockey | 11-5  | RHC Uri           | 7-3   | 4-2    |
| OC Barcelos      | 5-4   | CE Noia           | 2-1   | 3-3    |
| ERG Iserlohn     | 9-10  | SA Mérignac       | 5-8   | 4-2    |
| GSH Trissino     | 9-8   | CS Noisy-le-Grand | 8-4   | 1-4    |

### Huitième de finale
16 équipes (4 portugaises, 3 françaises, 3 italiennes, 2 allemandes, 2 espagnoles et 2 suisses) participent aux huitièmes de finale qui se déroulent en match aller-retour, le 17 janvier et le 7 février 2015.
| Équipe 1         | Score | Équipe 2        | Aller | Retour |
| ---------------- | ----- | --------------- | ----- | ------ |
| Igualada HC      | 7-5   | GSH Trissino    | 3-2   | 4-3    |
| Candelaria SC    | 7-8   | RHC Diessbach   | 3-2   | 4-6    |
| RHC Lyon         | 5-8   | SCRA Saint-Omer | 1-5   | 4-3    |
| IGR Remscheid    | 2-24  | Reus Deportiu   | 0-13  | 2-11   |
| Follonica Hockey | 8-7   | SA Mérignac     | 3-3   | 5-4    |
| RHC Basel        | 6-9   | Sporting CP     | 3-4   | 3-5    |
| RSC Cronenberg   | 4-10  | OC Barcelos     | 2-5   | 2-5    |
| UD Oliveirense   | 12-5  | CGC Viareggio   | 7-3   | 5-2    |

### Quarts de finale
8 équipes (3 portugaises, 2 espagnoles, 1 française, 1 italienne et 1 suisse) participent aux quarts de finale qui se déroulent en match aller-retour, le 7 et le 21 mars 2015.
| Équipe 1        | Score | Équipe 2         | Aller | Retour |
| --------------- | ----- | ---------------- | ----- | ------ |
| Sporting CP     | 6-4   | UD Oliveirense   | 2-3   | 4-1    |
| Reus Deportiu   | 9-4   | RHC Diessbach    | 5-2   | 4-2    |
| SCRA Saint-Omer | 5-8   | OC Barcelos      | 1-4   | 5-4    |
| Igualada HC     | 4-3   | Follonica Hockey | 4-2   | 0-1    |

## Final Four
Un nouveau tirage est effectué pour désigner les demi-finales et la finale qui se jouent au cours d'un Final Four, à Igualada, sur une seule rencontre à élimination directe. 4 équipes y participent (2 espagnoles et 2 portugaises)
|  | Demi-finales  | Demi-finales |               |   | Finale | Finale |
|  |               |              |               |   |        |        |
|  | 5 avril 2015  |              |               |   |        |        |
|  |               |              |               |   |        |        |
|  | Igualada HC   | 2            |               |   |        |        |
|  | Igualada HC   | 2            | 6 avril 2015  |   |        |        |
|  | Sporting CP   | 3            |               |   |        |        |
|  | Sporting CP   | 3            | Reus Deportiu | 3 |        |        |
|  | 5 avril 2015  |              | Reus Deportiu | 3 |        |        |
|  |               | Sporting CP  | 4             |   |        |        |
|  | OC Barcelos   | Sporting CP  | 4             | 1 |        |        |
|  | OC Barcelos   |              |               | 1 |        |        |
|  | Reus Deportiu | 6            |               |   |        |        |
|  | Reus Deportiu | 6            |               |   |        |        |